# Cananéia
Cananéia é um município brasileiro do litoral de São Paulo. É uma das treze cidades da Região Imediata de Registro, que por sua vez é uma das seis regiões imediatas que compõem a Região Intermediária de Sorocaba. Cananéia localiza-se a sudoeste da capital do estado, distando desta, cerca de 265 km. É o município mais meridional do estado de São Paulo. Sua população, segundo o Censo 2022 era de 12 289 habitantes, ocupando uma área de 1 237,3 km². sendo o 336º município mais populoso do estado. É formado pela sede e pelo distrito de Ariri.
Cananéia é considerada por alguns historiadores portugueses e espanhóis a cidade mais antiga do Brasil, cinco meses antes da fundação de São Vicente, mas por falta de documentação oficial que comprove tal fato, São Vicente é oficialmente a cidade mais antiga do Brasil. O Centro Histórico de Cananéia, tombado pelo CONDEPHAAT, ainda preserva os estilos arquitetônicos adotados pelas primeiras casas e igrejas desde o período colonial até o final do século XIX. As praias também atraem milhares de pessoas na alta temporada, sendo que na Ilha do Cardoso há várias trilhas e cachoeiras, além de vários sítios arqueológicos. As festas, a culinária e o artesanato também são atrativos à parte da cidade, cujas principais fontes de rendas são a pesca e o turismo.
Devido às suas belezas naturais e rico ecossistema, foi apontada pela revista Condé Nast Traveler como melhor roteiro ecológico do mundo, e é tombada como Patrimônio Natural da Humanidade pela UNESCO.

## Topônimo
O senador Cândido Mendes investigou o topônimo "Cananéia", sem no entanto o explicar completamente. Para Teodoro Sampaio, a partir dos estudos de Cândido Mendes pode-se afirmar que "Cananéia" não tem origem bíblica. De acordo com Sampaio, o topônimo "Cananéia" é de origem tupi, embora a palavra tenha sido "lusitanizada por simples homofonia". Teria origem na palavra tupi kanindé ou kaniné, uma espécie de arara possivelmente abundante na região. Sampaio corrobora essa hipótese por meio de grafias primitivas da localidade, registrada como "Canínee" por Hans Staden e como "Canené" pelo frei Vicente do Salvador. A palavra tupi ter-se-ia alterado tanto para "Cananéia" quanto para "Cananor", como se vê na carta de Ruych, de 1508, e no mapa da América, da edição de Ptolomeu, de 1513.

## História

### Colonização
Em 24 de janeiro de 1502, chega no local a expedição exploratória com Gaspar de Lemos e Américo Vespúcio (Amerigo Vespucci) no comando, visando reivindicar e demarcar as novas terras e nomearam o local por Barra do Rio Cananor. Esta expedição trazia uma figura obscura da história brasileira, o degredado português Cosme Fernandes, conhecido como Bacharel de Cananéia, o qual tornou-se uma figura poderosa na região, vindo a possuir muitos escravos e não prestando obediência à coroa portuguesa. Anos depois, em 1531, Portugal enviou mais uma expedição, sob o comando de Martim Afonso de Sousa, que chegou na comunidade de Marataiama (antigo nome de Cananéia registrado no diário de navegação da expedição; Mara = mar e Tayama = terra). Este ano é considerado o da fundação oficial da Vila. Porém, devido à falta de documentos consistentes que comprovem tal feito, fica estabelecida a controvérsia sobre qual seria a cidade mais antiga do Brasil: Cananéia ou São Vicente (esta última, também fundada por Martim Afonso, em 22 de janeiro de 1532, conforme documentação).

#### Consequências do fracasso da expedição ao Império Inca
Em 1536, a propósito do massacre dos oitenta integrantes da expedição de Pero Lobo pelos Carijós às margens do rio Iguaçu, pouco depois de partirem de Cananéia em 1º de setembro de 1531 na malfadada expedição, Pero de Góis intimou os espanhóis a entregarem o Bacharel de Cananéia e a prestarem obediência ao rei de Portugal e ao governador Martim Afonso de Sousa, em trinta dias, sob pena de morte e de confisco de bens. Moschera respondeu que não reconhecia a jurisdição da Coroa portuguesa, uma vez que se encontrava em terras de Castela, criando-se um impasse.

#### Guerra de Iguape
Na iminência de ataque pelos portugueses, Moschera e o Bacharel, apoiados por duzentos indígenas flecheiros, capturaram um navio corsário francês que pouco antes aportara a Cananéia em busca de provisões, apoderando-se de suas armas e munições. Em seguida, fizeram cavar uma trincheira em frente à povoação de Iguape, guarnecendo-a com quatro das peças de artilharia do navio francês. Na sequência, dispuseram vinte espanhóis e cento e cinquenta indígenas emboscados no manguezal da foz da barra do Icapara, aguardando a força portuguesa. Esta, composta por oitenta homens, ao desembarcar foi recebida sob o fogo da artilharia, sendo desbaratada. Na retirada, os sobreviventes foram surpreendidos pelas forças espanholas emboscadas na foz do rio, onde os remanescentes pereceram, sendo gravemente ferido o seu capitão Pero de Góis, por um tiro de arcabuz. Ocorrido no Entrincheiramento de Iguape. Vitoriosos, no dia seguinte os espanhóis embarcaram no navio francês e atacaram a vila de São Vicente, que saquearam e incendiaram, levando inclusive o Livro do Tombo, deixando-a praticamente destruída, matando dois terços dos seus habitantes. Após os ataques, ambos teriam fugido para a Ilha de Santa Catarina, tendo Moschera retornado ao rio da Prata e o Bacharel Fernandes para Cananéia. Esta, ficou conhecida como a Guerra de Iguape. Foi o primeiro confronto entre europeus portugueses e espanhóis na América do Sul.

### Crescimento da região

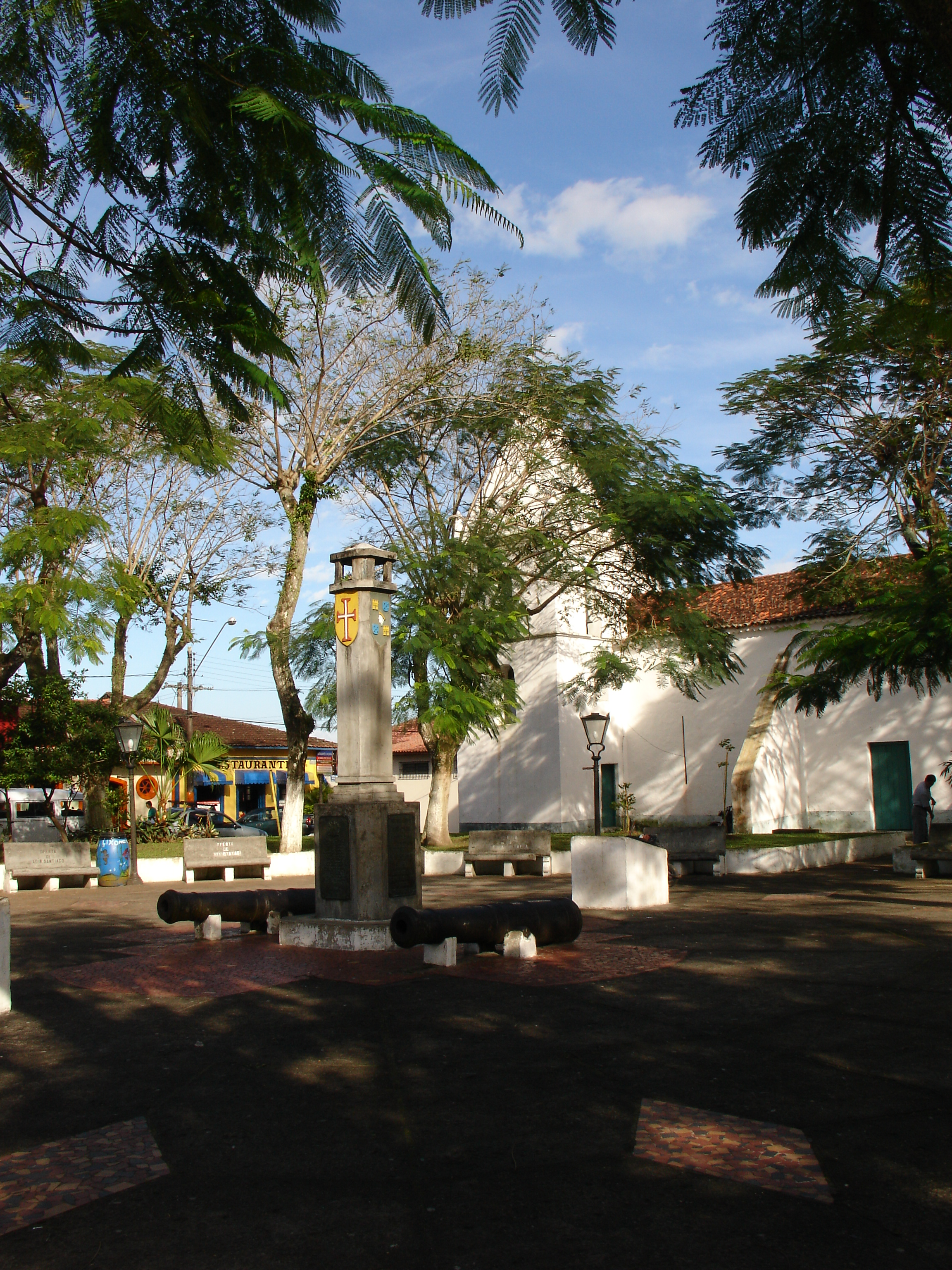
Obelisco de Cananéia, na Praça Martim Afonso de Souza, inaugurado em 1931 em homenagem ao quarto centenário.

No final do século XVI, com ameaças constantes de invasão, construíram uma igreja na Praça Martim Afonso de Sousa, a Igreja de São João Batista, que àquela época contava com muros largos e fortes portões e não possuía janelas, propositalmente para servir como Forte. Aquelas proximidades eram usadas por navegadores espanhóis e portugueses como ponto para reabastecimento de água e alimentos, além de reparos em suas embarcações e equipamentos. Em 1600, com a designação de São João Batista de Cananéia, a Vila é elevada à categoria de conselho. A localidade teve que desenvolver uma produção de meios de transportes para as tropas que se dirigiam ao Sul e reparos às caravelas. Naquele tempo era bastante utilizado um porto natural, que fez com que a construção naval ganhasse espaço nas décadas seguintes.
No século XVII, por volta de 1770, Cananéia já contava com pouco mais de 15 estaleiros e mais de duzentas embarcações produzidas. Entre o final do século XVIII e começo do século XIX tal atividade entrou em ligeira decadência em função do avanço de extração de madeira destinada à exportação, e desta forma a "indústria naval" passou a servir quase que somente à pesca, cuja atividade econômica também começou a ganhar força. Com o desenvolvimento financeiro da localidade, foi elevada à categoria de cidade em 1892, tendo a comarca criada a 20 de setembro deste ano e passando a ter a atual designação em 1905.

### Século XX e história recente
No decorrer do século XX destacou-se o desenvolvimento econômico da região. A pesca continuou a ganhar força, principalmente durante as décadas de 1910 e 1920, e o turismo também tomou impulso, especialmente nas décadas finais deste século. Em 28 de agosto de 1927 é criada a Usina de Força Municipal, tendo início, no ano seguinte, o serviço de iluminação pública, projetado por Emiliano Matheus de Almeida em substituição aos postes a querosene. Na década de 1950 surgiram pequenas indústrias, como o engenho de beneficiar arroz, a fabrica de gelo, olarias, engenho de aguardente, serraria e carpintaria.
Com o crescimento populacional e a vinda de milhares de turistas durante a alta temporada houve uma necessidade de melhoria na infraestrutura municipal, como por exemplo em 1960 a cidade passou a ter conexão com a Rodovia Régis Bittencourt, e em 1982 foi inaugurada a ponte que liga a ilha de Cananéia ao continente. Hoje muitos de seus prédios construídos entre os séculos XI e XIX viraram patrimônio histórico da cidade e muitas de suas praças e igrejas também conservam o estilo barroco da época do desbravamento da região. Cananéia tem no turismo e na pesca suas principais atividades econômicas.

## Geografia

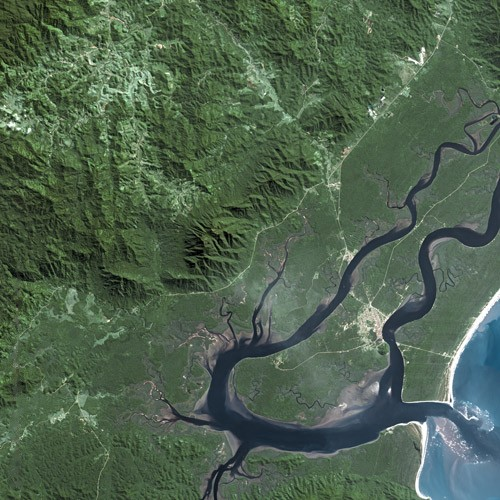
Imagem de satélite da região de Cananéia.

A área do município, segundo o Instituto Brasileiro de Geografia e Estatística (IBGE), é de 1 242,01 km², sendo que 2,3677 km² constituem a zona urbana e os 112,314 km² restantes constituem a zona rural. Situa-se a 25°00'54" de latitude sul e 47°55'37" de longitude oeste e está a uma distância de 265 quilômetros a sudoeste da capital paulista, sendo a cidade mais meridional do estado. Seus municípios limítrofes são Pariquera-Açu e Ilha Comprida, a norte; Barra do Turvo, a oeste; e Guaraqueçaba, no estado do Paraná, a sul; além do Oceano Atlântico, a leste.

### Relevo e hidrografia

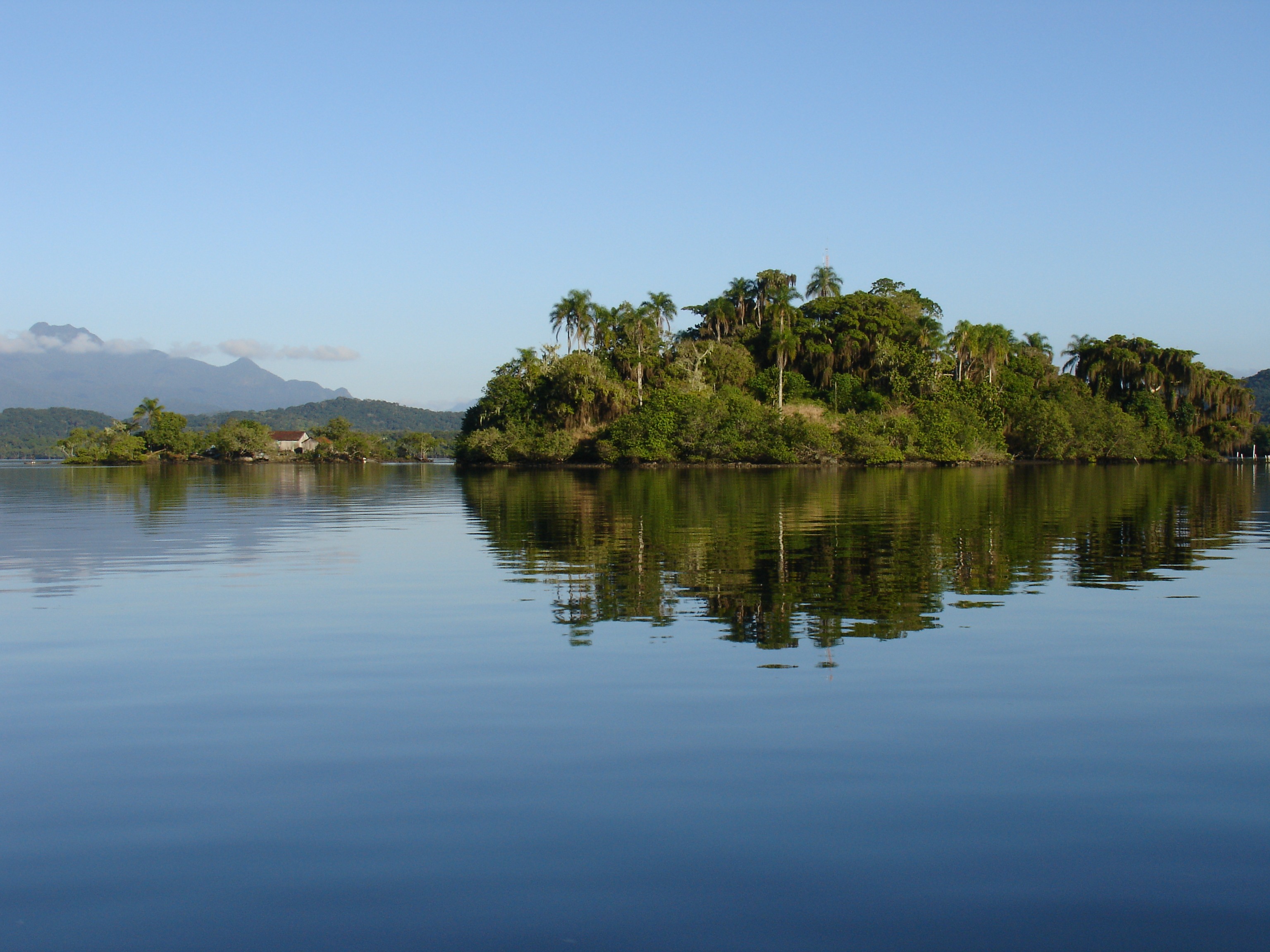
Parque Estadual do Lagamar de Cananéia

O relevo do município de Cananéia é predominantemente plano, sendo que a oeste já há domínio das montanhas da Serra do Mar, que forma uma faixa de terrenos acidentados, interposta entre a planície e o planalto. Transforma-se numa sucessão de estreitos vales e cristas montanhosas, resultantes do trabalho de erosão do rio Ribeira do Iguape e seus tributários sobre as rochas menos resistentes dessa porção do planalto. Já a planície litorânea, que estreita-se entre a Serra do Mar e o oceano, é constituída de baixadas fluviomarinhas recentes, resultantes da colmatagem (aterramento) de antigos golfões. O território do município é formado por várias ilhas, sendo as principais: de Cananéia (sede) Cardoso, Bom Abrigo, Filhote, Cambriú, Castilho, Figueira, Casca e Pai do Mato.
Parte relevante da hidrografia da cidade é conservada no Parque Estadual da Ilha do Cardoso, sendo que a maior parte deles possui mata ciliar, sendo cercados pela floresta tropical nativa. Os manguezais também são protegidos e frequentemente estudados, a fim de analisar e preservar a fauna e flora local.

### Clima
O clima cananeiense é caracterizado, segundo o IBGE, como subtropical subquente superúmido (tipo Cfa segundo Köppen), tendo temperatura média anual de 22,7 °C, com temperaturas amenas e chuvas constantes durante todo o ano. O mês mais quente, janeiro, tem temperatura média de 26,6 °C, sendo a média máxima de 31,1 °C e a mínima de 22,1 °C. E o mês mais frio, julho, de 18,3 °C, sendo 22,9 °C e 13,8 °C as médias máxima e mínima, respectivamente. Outono e primavera são estações de transição. A precipitação média anual é de 2 446 milímetros (mm), sendo agosto o mês mais seco, quando ocorrem 81 mm. Em fevereiro, o mês mais úmido, a média fica em 373 mm. Nos últimos anos, entretanto, dias quentes e secos durante o inverno têm sido cada vez mais frequentes, não raro ultrapassando a marca dos 30 °C, especialmente entre julho e setembro. Em 9 de setembro de 1997, por exemplo, os termômetros chegaram perto dos 40 °C, em pleno inverno, em boa parte dos litorais de São Paulo e do Paraná.
De acordo com dados do Instituto Nacional de Meteorologia (INMET), referentes ao período de 1961 a 1966 (até 25 de fevereiro), a menor temperatura registrada em Cananéia foi de 5 °C em 12 de julho de 1965, e a maior atingiu 38 °C em 6 de março de 1962. O maior acumulado de precipitação em 24 horas foi de 176,3 mm em 15 de fevereiro de 1965. Outros grandes acumulados foram 154 mm em 17 de fevereiro de 1961, 152,8 mm em 13 de fevereiro de 1966, 140 mm em 15 de dezembro de 1965, 126 mm em 28 de fevereiro de 1961 e 100 mm em 26 de março de 1965. O menor índice de umidade relativa do ar foi observado na tarde de 11 de julho de 1965, de 25%.
| Dados climatológicos para Cananéia                                                                           | Dados climatológicos para Cananéia | Dados climatológicos para Cananéia | Dados climatológicos para Cananéia | Dados climatológicos para Cananéia | Dados climatológicos para Cananéia | Dados climatológicos para Cananéia | Dados climatológicos para Cananéia | Dados climatológicos para Cananéia | Dados climatológicos para Cananéia | Dados climatológicos para Cananéia | Dados climatológicos para Cananéia | Dados climatológicos para Cananéia | Dados climatológicos para Cananéia |
| Mês | Jan                                | Fev                                | Mar                                | Abr                                | Mai                                | Jun                                | Jul                                | Ago                                | Set                                | Out                                | Nov                                | Dez                                | Ano                                |
| --- | ---------------------------------- | ---------------------------------- | ---------------------------------- | ---------------------------------- | ---------------------------------- | ---------------------------------- | ---------------------------------- | ---------------------------------- | ---------------------------------- | ---------------------------------- | ---------------------------------- | ---------------------------------- | ---------------------------------- |
| Temperatura máxima recorde (°C)                                                                              | 37,2                               | 36,2                               | 38                                 | 34,4                               | 30                                 | 30,4                               | 30,6                               | 36                                 | 36,4                               | 34,4                               | 34,6                               | 36,5                               | 38                                 |
| Temperatura máxima média (°C)                                                                                | 31,1                               | 30,9                               | 30,1                               | 27,6                               | 24,9                               | 23,6                               | 22,9                               | 24                                 | 24,9                               | 26,4                               | 28,4                               | 30                                 | 27,1                               |
| Temperatura média (°C)                                                                                       | 26,6                               | 26,5                               | 25,7                               | 23,2                               | 20,4                               | 19,1                               | 18,3                               | 19,5                               | 20,8                               | 22,5                               | 24,1                               | 25,4                               | 22,7                               |
| Temperatura mínima média (°C)                                                                                | 22,1                               | 22,2                               | 21,3                               | 18,8                               | 16                                 | 14,6                               | 13,8                               | 15,1                               | 16,7                               | 18,6                               | 19,8                               | 20,9                               | 18,3                               |
| Temperatura mínima recorde (°C)                                                                              | 14                                 | 17,8                               | 13                                 | 14                                 | 8,8                                | 10,2                               | 5                                  | 7,8                                | 7,8                                | 10,4                               | 12,6                               | 14                                 | 5                                  |
| Precipitação (mm)                                                                                            | 314                                | 373                                | 334                                | 261                                | 141                                | 127                                | 94                                 | 81                                 | 130                                | 192                                | 181                                | 218                                | 2 446                              |
| Fonte: Climate-Data e Instituto Nacional de Meteorologia (recordes de temperatura: 01/01/1961 a 25/02/1966). |                                    |                                    |                                    |                                    |                                    |                                    |                                    |                                    |                                    |                                    |                                    |                                    |                                    |

### Ecologia e meio ambiente
A vegetação nativa do município pertence ao domínio florestal Atlântico (Mata Atlântica), onde destacam-se árvores como os ipês, jacarandás, angicos, quaresmeiras, araucárias e cedro. Também destaca-se nas áreas costeiras a restinga, que reduz a constante mudança das dunas formadas pela areia, depositadas nas praias pelas marés altas e transportadas pelos ventos, e o mangue, é onde diversas espécies de peixes vivem e que os catadores de caranguejo encontram sua fonte de renda.
Cananéia abriga parte das Áreas de Relevante Interesse Ecológico Zona de Vida Silvestre (ZVS) - APA Federal Cananéia-Iguape-Peruíbe, criada pelo decreto nº 90.347 de 23 de outubro de 1984 e complementada pelo decreto nº 91.892 de 6 de novembro de 1985, e parte da ZVS - APA Ilha Comprida, criada pelo decreto n° 26.881, de 11 de março de 1987 e regulamentada pelo decreto n° 30.817, de 30 de novembro de 1989.

## Demografia

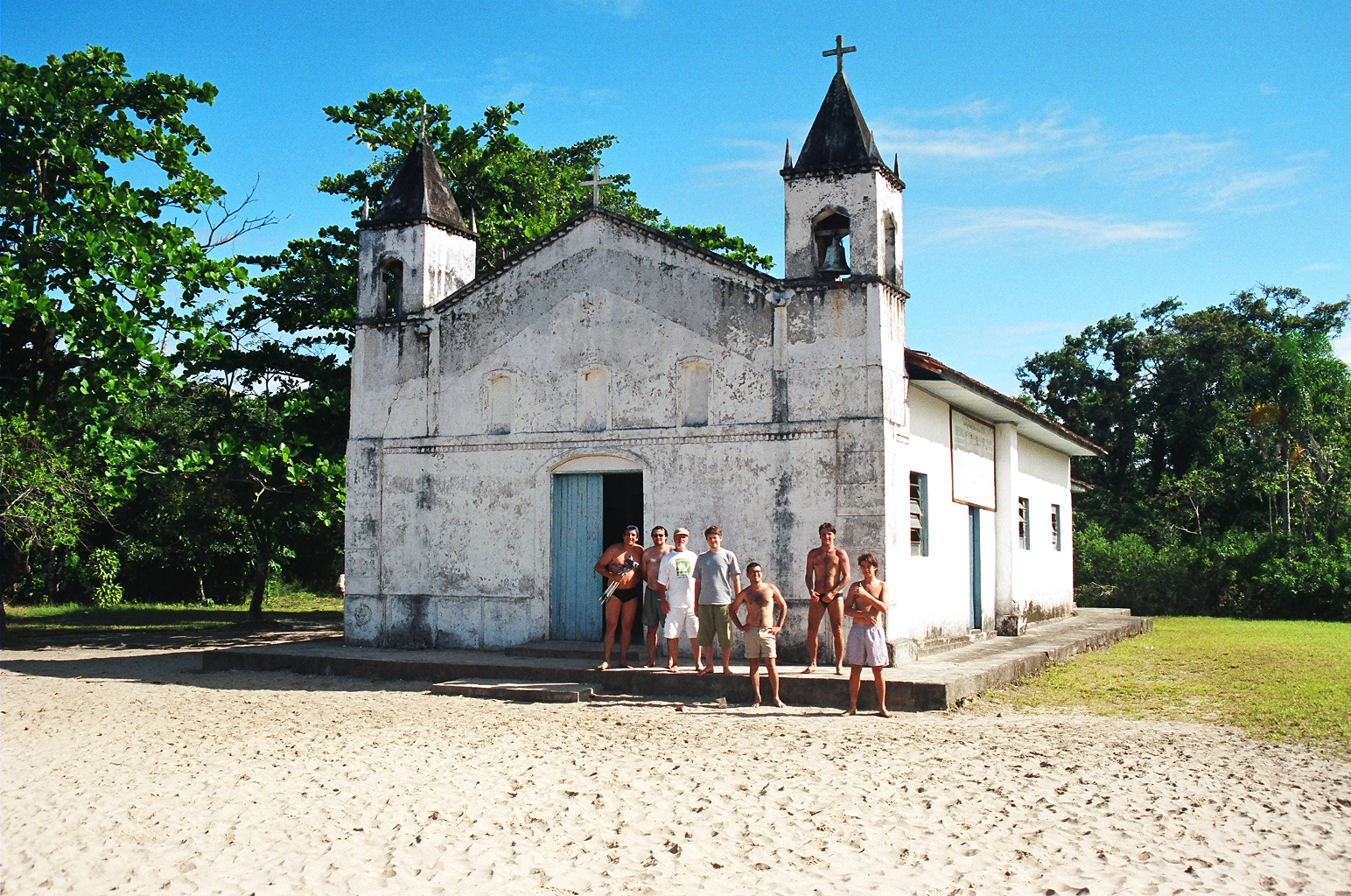
Igreja de Ararapira, uma das primeiras de Cananéia, sendo que o Catolicismo continua sendo a religião predominante.

Em 2022, a população recenseada do município foi de 12 289 habitantes, apresentando uma densidade populacional de 9,9 habitantes por km². Em 2010, com uma população de 12 226 habitantes, a densidade populacional era de 9,86 habitantes por km². Naquele ano 6 134 habitantes eram homens e 6 092 habitantes mulheres. Ainda segundo o mesmo censo, 10 436 habitantes viviam na zona urbana e 1 790 na zona rural. A população cananeiense era composta por 7 325 brancos; 519 pretos; 4 154 pardos; e 228 estavam categorizados em outras raças humanas.
O Índice de Desenvolvimento Humano Municipal (IDH-M) de Cananéia é considerado alto pelo Programa das Nações Unidas para o Desenvolvimento (PNUD). Seu valor é de 0,720, sendo o 535° maior de toda a Região Sudeste do Brasil e o 1174° maior de todo o país (entre 5 507 cidades). O município possui a maioria dos indicadores médios e parecidos com os da média nacional segundo o PNUD. O coeficiente de Gini, que mede a desigualdade social, é de 0,41, sendo que 1,00 é o pior número e 0,00 é o melhor. No ano de 2003, a incidência da pobreza, medida pelo IBGE, era de 37,30%, o limite inferior da incidência de pobreza era de 29,46%, o superior era de 45,14% e a incidência da pobreza subjetiva era de 33,87%.
De acordo com dados do censo de 2000 realizado pelo IBGE, a população de Cananéia está composta por: Católicos (59,72%), evangélicos (20,40%), pessoas sem religião (13,50%), espíritas (1,29%) e 5,79% estão divididas entre outras religiões.

## Política
A administração municipal se dá pelo poder executivo e pelo poder legislativo. Em 2008, o prefeito que venceu as Eleições municipais foi Adriano César Dias, do Partido da Social Democracia Brasileira (PSDB), sendo eleito com 48,46% dos votos válidos. Por ter menos de 200 mil eleitores, não pode haver segundo turno no município.
O Poder legislativo é constituído pela câmara, composta por nove vereadores eleitos para mandatos de quatro anos (em observância ao disposto no artigo 29 da Constituição) e está composta da seguinte forma: duas cadeiras do Partido Popular Socialista (PPS); uma cadeira do Partido Trabalhista Brasileiro (PTB); uma do Partido Democrático Trabalhista (PDT); uma do Partido da Social Democracia Brasileira (PSDB); uma do Partido do Movimento Democrático Brasileiro (PMDB); uma do Partido Socialista Brasileiro (PSB); uma do Partido da República (PR); e uma do Partido Social Cristão (PSC). Cabe à casa elaborar e votar leis fundamentais à administração e ao Executivo, especialmente o orçamento participativo (Lei de Diretrizes Orçamentárias).
O município se rege ainda por lei orgânica, que foi promulgada em 8 de dezembro de 2003 e entrou em vigor nesta mesma data, e é sede da Comarca de Cananéia, instalada em 20 de setembro de 1892, cuja sede está no Fórum Dr. Joaquim Guedes Alconforado. Possuía 9 901 eleitores em novembro de 2011, o que representava 0,033% do total do estado de São Paulo.
O Último Prefeito á ser Cassado pela Câmara Municipal foi Robson da Silva Leonel (PL), em 21 de Outubro de 2023 

## Economia

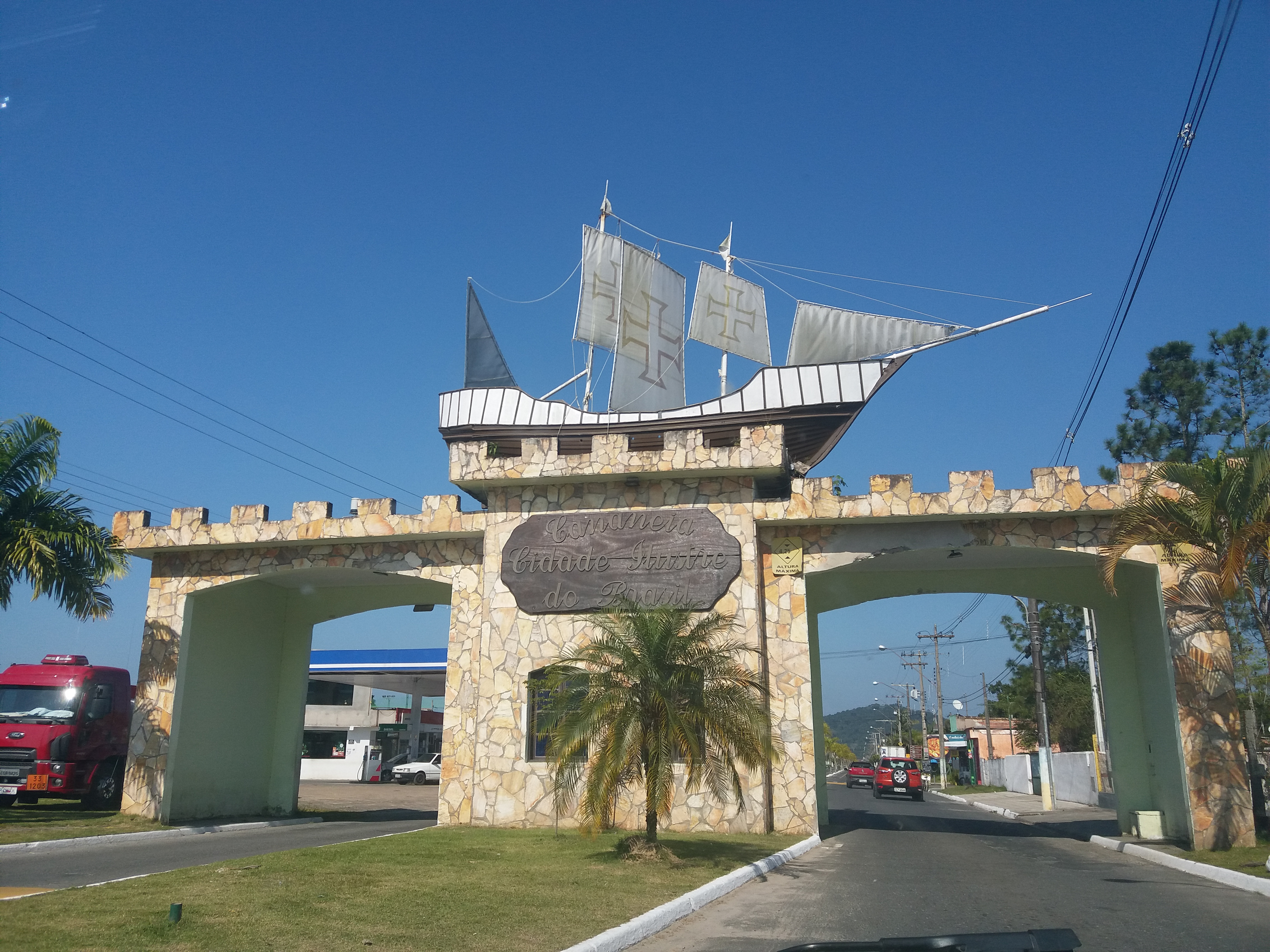
Portal da cidade.

O produto interno bruto (PIB) de Cananéia é um dos maiores de sua microrregião, destacando-se na área de prestação de serviços. De acordo com dados do IBGE, relativos a 2008, o PIB do município era de R$ 92 182,433 mil. Em 2009, 4 558 mil eram de impostos sobre produtos líquidos de subsídios a preços correntes. O PIB per capita era de R$ 7 447,88
Em 2009 havia 2 479 trabalhadores, sendo 1 379 pessoal ocupado total e 1 100 ocupado assalariado. Salários juntamente com outras remunerações somavam 12 969 mil reais e o salário médio mensal de todo município era de 2,0 salários mínimos. Havia 280 unidades locais e 274 empresas atuantes.
Setor primário
A agricultura é o segundo setor menos relevante da economia de Cananéia. De todo o PIB da cidade 16 732 mil reais é o valor adicionado bruto da agropecuária. Segundo o IBGE, em 2010 o município possuía um rebanho de 1 700 bovinos, 75 equinos, 240 bubalinos, 60 muares e 140 suínos. Em 2010 a cidade produziu 54 mil litros de leite de 100 vacas. Na lavoura temporária o único produto cuja produção foi contabilizada pelo IBGE foi a mandioca, cuja quantidade produzida naquele ano foi de 450 toneladas e a área colhida foi de 30 hectares. Também destaca-se no município a pesca, para fins esportivos ou para subsistência das chamadas vilas de pescadores.
Setores secundário e terciário
A indústria, atualmente, é o setor menos relevante para a economia do município. 10 432 reais do PIB municipal são do valor adicionado bruto da indústria (setor secundário). As primeiras indústrias da cidade surgiram entre as décadas de 1940 e 50, como o engenho de beneficiar arroz, a fabrica de gelo, olarias, engenho de aguardente, serraria e carpintaria, sendo que atualmente a produção industrial ainda é muito incipiente na cidade, mesmo que comece a dar sinais de aprimoramento.
O setor terciário é o mais relevante para a economia municipal. Em 2010, 69 785 reais do PIB de Cananéia eram do valor adicionado bruto do setor terciário, destacando-se as áreas do turismo e do comércio. As praias de Cananéia são os principais atrativos do município, havendo, consequentemente, bastantes hotéis, pousadas e restaurantes, que na alta temporada e durante feriados prolongados hospedam e atendem a vários turistas que vêm de várias partes de São Paulo ou mesmo de outras cidades do Sul e Sudeste brasileiros, o que também favorece o desenvolvimento do movimento comercial cananiense, que tem se expandido bastante nos últimos anos. Grande parte da atividade comercial do município concentra-se nas proximidades das praias e se dedica à venda de produtos artesanais.

## Infraestrutura

### Habitação, infraestrutura básica e criminalidade

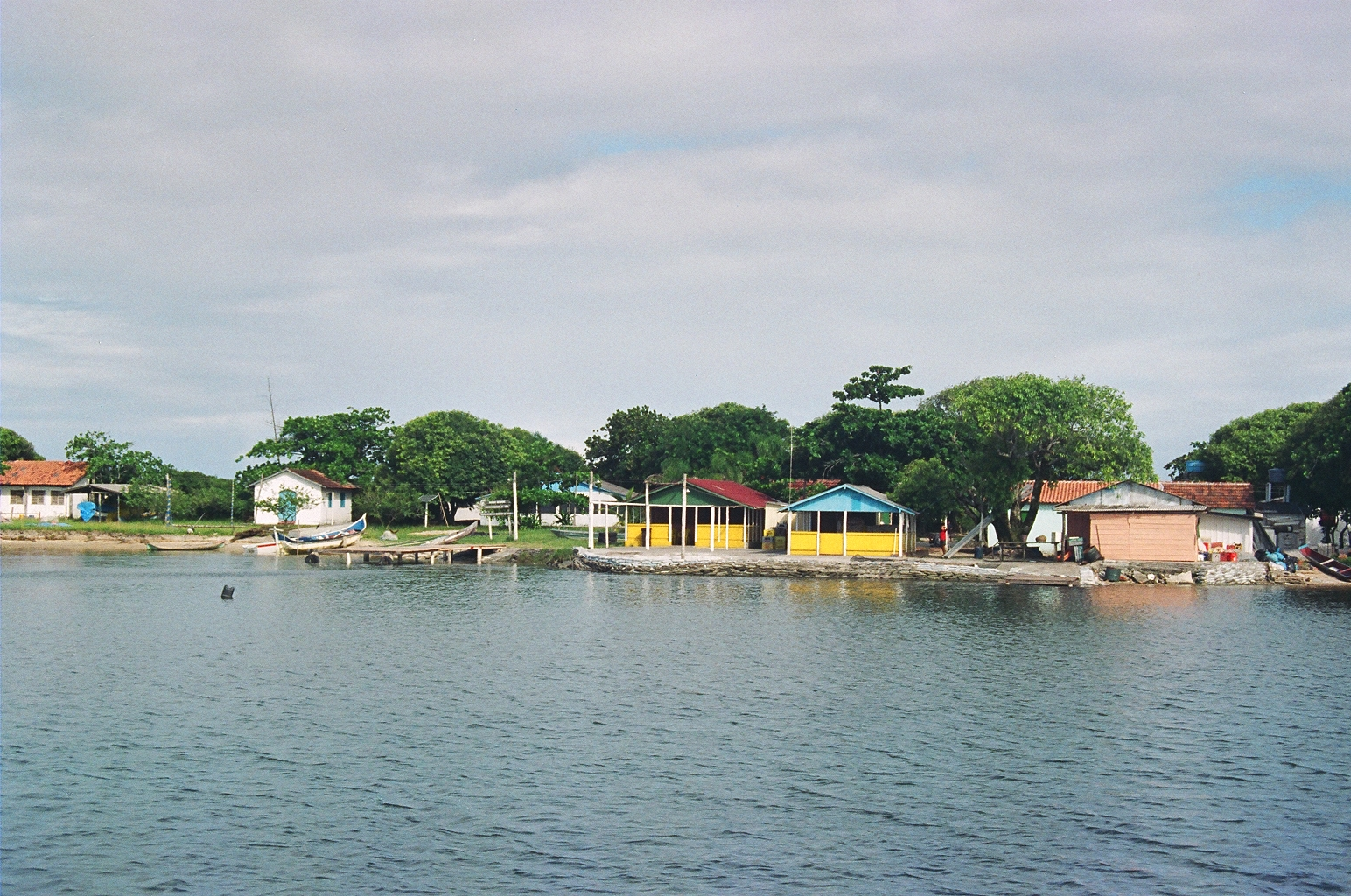
Casas de madeira na comunidade Caiçara do Marujá.

No ano de 2010 a cidade tinha 3 683 domicílios particulares permanentes. Desse total, 3 635 eram casas, 39 eram casas de vila ou condomínios, nove eram apartamentos e não havia habitações em cortiços. 2 881 deles são imóveis próprios (2 783 próprios já quitados e 98 em aquisição); 402 foram alugados; 365 foram cedidos (189 cedidos por empregador e 176 cedidos de outra forma) e 35 foram ocupados de outra maneira. Parte dessas residências contava com água tratada, energia elétrica, esgoto, limpeza urbana, telefonia fixa e telefonia celular. 3 173 domicílios eram atendidos pela rede geral de abastecimento de água (86,15% do total); 3 588 (97,42%) possuíam banheiros para uso exclusivo das residências; 3 343 (90,76% deles) eram atendidos por algum tipo de serviço de coleta de lixo; e 3 608 (97,96%) possuíam abastecimento de energia elétrica.
Como na maioria dos municípios médios e grandes brasileiros, a criminalidade ainda é um problema em Cananéia. Em 2008, a taxa de homicídios no município foi de 5,4 para cada 100 mil habitantes, ficando no 268° lugar a nível estadual e no 2316° lugar a nível nacional. O índice de suicídios naquele ano para cada 100 mil habitantes foi de 2,7, sendo o 236° a nível estadual e o 1895° a nível nacional. Já em relação à taxa de óbitos por acidentes de transito, o índice foi de 16,2 para cada 100 mil habitantes, ficando no 192° a nível estadual e no 1435° lugar a nível nacional. Por força da Constituição Federal do Brasil, o município possui uma Guarda Municipal, que tem função de proteger os bens, serviços e instalações públicas.

### Saúde e educação
Em 2009, o município possuía onze estabelecimentos de saúde entre hospitais, pronto-socorros, postos de saúde e serviços odontológicos. Quatro deles faziam parte do Sistema Único de Saúde (SUS), sendo três deles públicos e um privado e que todos estes públicos pertenciam à rede municipal. Cananéia conta com atendimento ambulatorial com atendimento médico em especialidades básicas. Em 2010 foram registrados 191 nascidos vivos, sendo que em 2000 a taxa de fecundidade era de 3,34%, a esperança de vida ao nascer era de 73,85 anos e o índice de mortalidade infantil por mil nascidos vivos era de 11,32.
Na área da educação, o município, em 2009, contava com aproximadamente 3 181 matrículas e 25 escolas nas redes públicas e particulares. Em 2000, 40,04% dos professores do ensino fundamental contavam com ensino superior completo. Naquele ano, a taxa de frequência escolar entre pessoas de 7 a 22 anos era de 70,80%, o índice de alfabetização era de 89,11% e a média de anos de estudos entre pessoas maiores que 25 anos de idade era de 5,5. O Índice de Desenvolvimento Humano da educação (IDHM-E) era de 0,649, classificando-se como médio.
| Ensino pré-escolar | 264   | 13  | 7  |
| Ensino fundamental | 2 299 | 129 | 22 |
| Ensino médio       | 618   | 59  | 4  |

### Serviços
A distribuição de energia no município é fornecida pela Elektro, que atende ainda a boa parte do litoral paulista. Durante a alta temporada nas praias o consumo de energia elétrica chega a dobrar. Na Ilha do Cardoso o abastecimento ainda é feito por meio de geradores, que ficam ligados somente até às 23 horas. Já o serviço de abastecimento de água de toda a cidade é feito pela Companhia de Saneamento Básico do Estado de São Paulo (Sabesp).

### Comunicações
O sistema de telefones automáticos foi inaugurado na cidade pela Companhia de Telecomunicações do Estado de São Paulo (COTESP) em 1974. Já o sistema de discagem direta à distância (DDD) foi implantado em 1981 pela Telecomunicações de São Paulo (TELESP), com o código de área (0138).
Na década de 90 o código DDD da cidade foi alterado para (013), para padronização do sistema telefônico com a telefonia celular que estava sendo implantada em todo o estado. No dia 1º de dezembro de 2008 o município passou a ser servido pela portabilidade, juntamente com outros municípios com o mesmo DDD. A portabilidade é um serviço que possibilita a troca da operadora sem a necessidade de se trocar o número do aparelho.
Já o Código de Endereçamento Postal (CEP) é 11990-000.

### Transportes

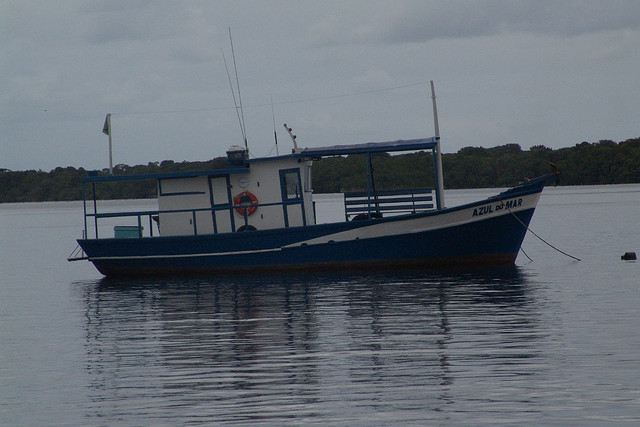
Barco pesqueiro em Cananéia.

A frota municipal no ano de 2010 era de 1 935 veículos, sendo 996 automóveis, 75 caminhões, um caminhão-trator, 159 caminhonetes, 62 caminhonetas, três microônibus, 494 motocicletas, 87 motonetas, oito ônibus, dez e 40 classificados como outros tipos de veículos. Cananéia possui um terminal rodoviário, a Rodoviária de Cananéia, que está localizada na rua Thales Bernardes, Centro da cidade, e liga Matinhos, principalmente, a várias cidades do estado de São Paulo e do Paraná. A cidade não possui transporte coletivo urbano, sendo que, devido ao relevo plano e ao perímetro urbano ser pequeno, é comum o uso de bicicletas para deslocar-se de um lugar a outro ou mesmo para a prática de exercícios físicos.
Não existem aeroportos que operam na cidade. Os aeroportos mais próximos da cidade são o Aeroporto Internacional de São José dos Pinhais, em Curitiba, e os aeroportos de Congonhas e Guarulhos, na Região Metropolitana de São Paulo, ambos situados a mais de 250 km de distância. A cidade é atendida pelas rodovias SP-193 (Rodovia José Edgard Carneiro dos Santos) – que começa em Cananéia e termina no município de Jacupiranga e pela SP-226 – que liga Cananéia até a BR-116, passando por Pariquera-Açu. Não há transporte de cargas por via hidroviária, sendo que os barcos da cidade são utilizados principalmente para a pesca.

## Cultura

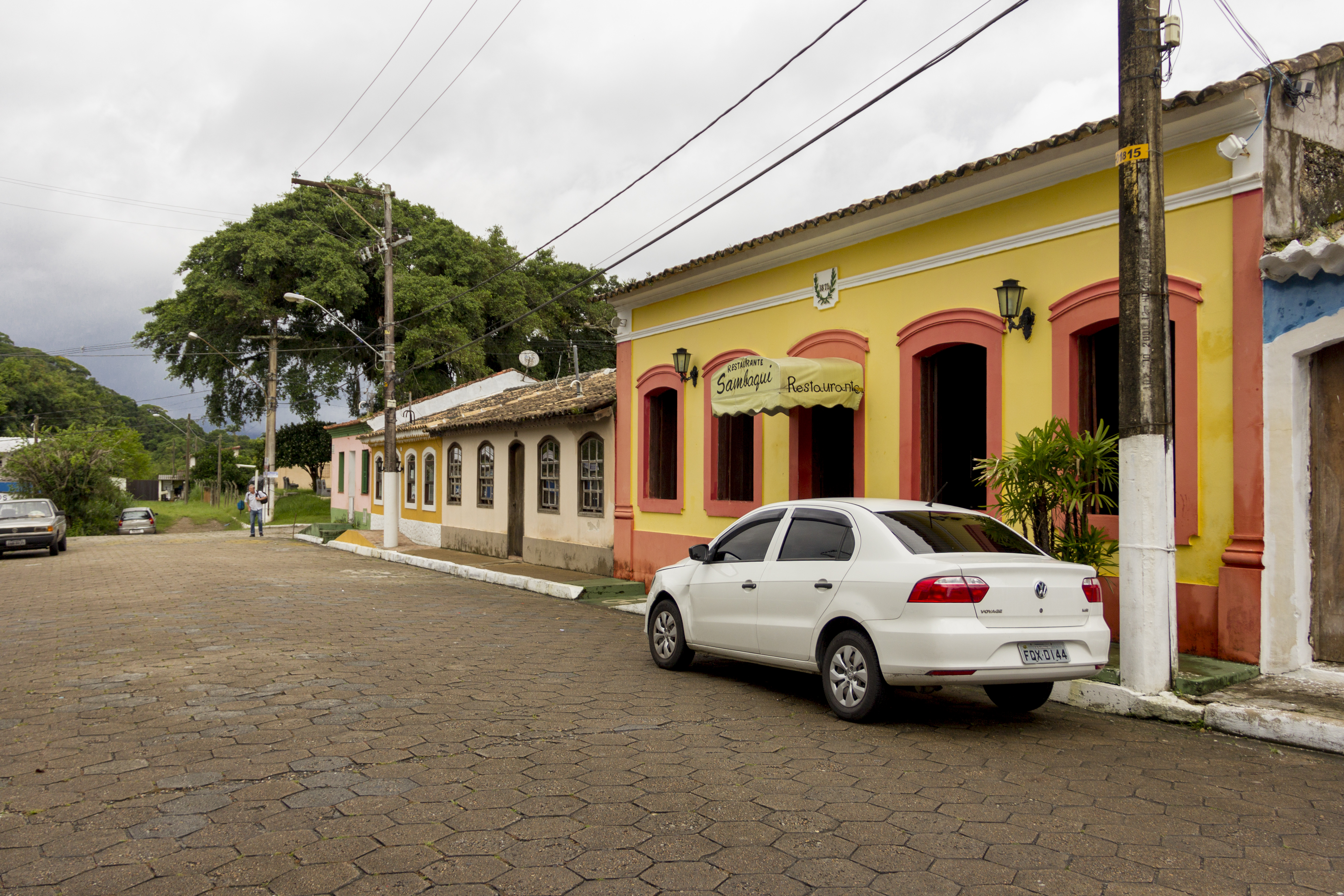
Casas no Centro Histórico de Cananéia.

A responsável pela gestão pública do setor cultural de Cananéia é o Departamento Municipal de Cultura, que tem como objetivo planejar e executar a política cultural e educacional do município por meio da elaboração de programas, projetos e atividades que visem ao desenvolvimento cultural, além de administrar o Centro Histórico. Está vinculada ao Gabinete do Prefeito, integra a administração pública indireta do município e possui autonomia administrativa e financeira, assegurada, especialmente, por dotações orçamentárias, patrimônio próprio, aplicação de suas receitas e assinatura de contratos e convênios com outras instituições.
Cananéia é um dos 15 municípios paulistas considerados estâncias balneárias pelo estado de São Paulo, por cumprirem determinados pré-requisitos definidos por Lei Estadual. Tal status garante a esses municípios uma verba maior por parte do Estado para a promoção do turismo regional. Também, o município adquire o direito de agregar junto a seu nome o título de Estância Balneária, termo pelo qual passa a ser designado tanto pelo expediente municipal oficial quanto pelas referências estaduais.

### Eventos e folclore
Para estimular o desenvolvimento socioeconômico local, a prefeitura de Cananéia, juntamente ou não com instituições locais, passou a investir mais no segmento de festas e eventos. Anualmente destacam-se: o Carnaval, cujas apresentações têm seus enredos baseados nos atrativos turísticos naturais e culturais, em fevereiro ou março; as celebrações da Semana Santa, em março ou abril; as comemorações de Corpus Christi, com procissões e enfeites em algumas ruas da cidade, em maio ou junho; a Festa de São João Batista, padroeiro da cidade, que ocorre nas proximidades do dia 24 de junho; as comemorações do aniversário de Cananéia, que mesmo sendo comemorado a 12 de agosto têm programação que dura várias semanas; a Festa de Nossa Senhora dos Navegantes, no dia 15 de agosto; além do Reveillon, entre os dias 31 de dezembro e 1º de janeiro, celebrando o ano novo. Durante a alta temporada das praias também são organizados frequentemente shows com vários cantores que são conhecidos regional ou mesmo nacionalmente.
No decorrer do ano ainda são organizadas apresentações de danças folclóricas, reunindo diversas danças regionais, como o Fandango. A gastronomia também se destaca, sendo que atende desde a cozinha mais colonial até os serviços personalizados internacionais. A Festa do Mar, que conta com representantes de vários restaurantes locais e que são especializados em pratos com frutos do mar.

### Turismo

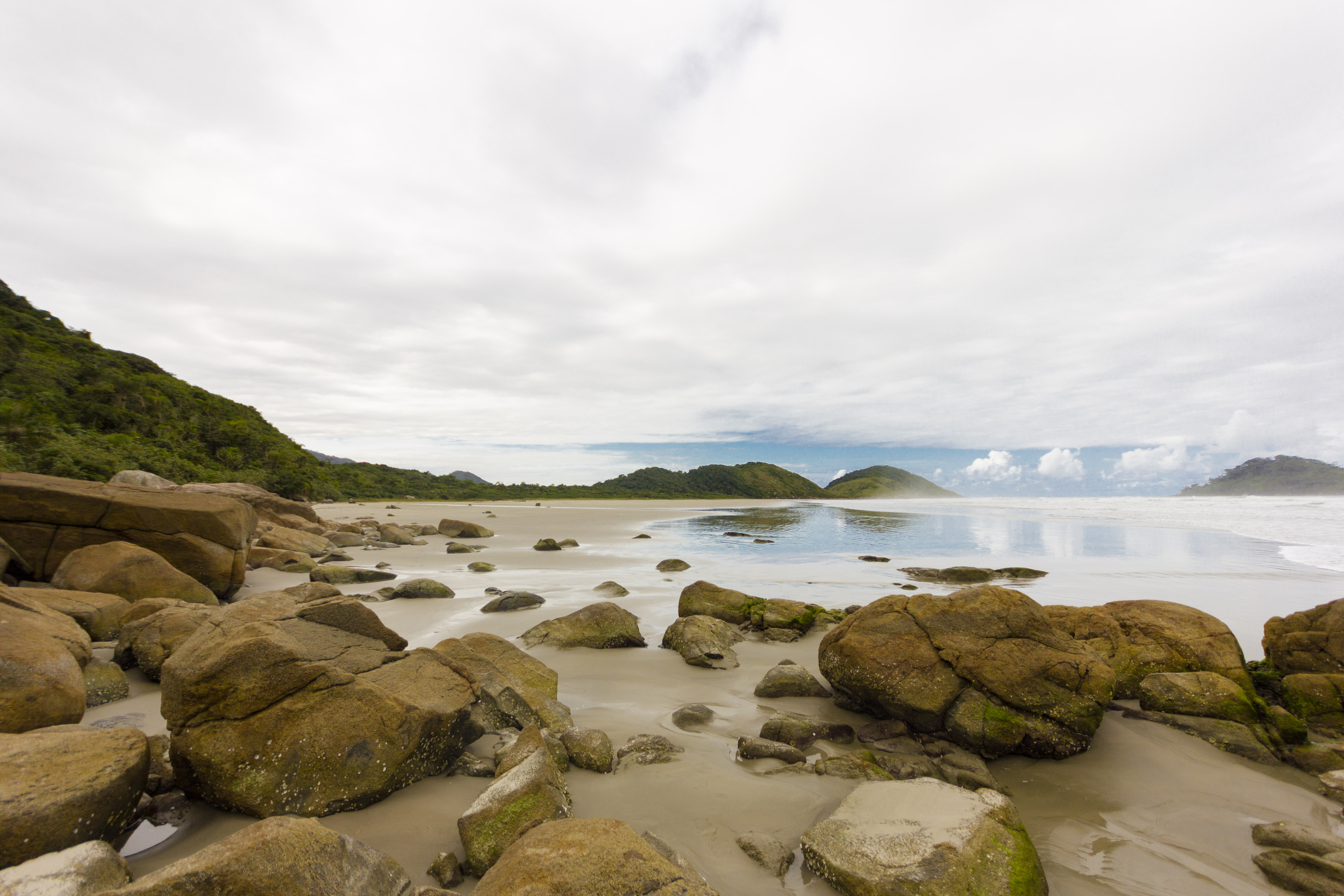
Praia Cambriú

Dentre os atrativos naturais, há de se destacar as praias. Segundo a Biblioteca Virtual do Governo de São Paulo, Cananéia conta com sete praias: a Praia da Comunidade Marujá; a Praia de Laje; a Praia do Fole Pequeno; a Praia da Comunidade; a Praia de Ipanema; a da Comunidade Pereirinha (Itacuruçá); e a Praia da Comunidade Pontal do Leste. No Parque Estadual da Ilha do Cardoso há os sítios arqueológicos, além de praias e de 22 mil hectares de mata atlântica preservada, havendo no meio desta várias cachoeiras e trilhas para caminhadas. Cananéia já foi apontada pela revista Condé Nast Traveler como melhor roteiro ecológico do mundo, sendo também tombada pela Organização das Nações Unidas para a Educação, a Ciência e a Cultura (Unesco) como Patrimônio Natural da Humanidade.
A cidade conta com vários atrativos de valor histórico e cultural, principalmente em seu Centro Histórico, tombado por resolução aprovada em 11 de dezembro de 1969. Ele engloba a Praça Martim Afonso de Souza, a Avenida Beira Mar e várias ruas, como a Dom João III e Pêro Lopes. A arquitetura urbana que predomina no Centro foi a que predominou desde o período colonial até o final do século XIX, mostrando-se com casas construídas sobre o alinhamento das vias publicas e as paredes laterais, sobre os limites do terreno. No Museu Municipal, onde está em exposição o segundo maior tubarão do mundo, que foi encontrado em águas pertencentes ao litoral de Cananéia e hoje encontra-se taxidermado;

### Esporte
Nas praias se destaca a prática de esportes aquáticos, como o surf, triatlon e a natação. Durante o ano são organizados diversos campeonatos esportivos com foco a essas modalidades esportivas, especialmente durante a alta temporada do litoral, destacando a importância do Campeonato de Surf, que faz parte de uma das etapas do campeonato sul-brasileiro. Além destes, também há realizações de campeonatos de basquetebol, voleibol e peteca. O Departamento Municipal de Esporte é o órgão que planeja o setor desportivo da cidade, tendo sede no Ginásio de Esportes Mario Covas.
O futebol da cidade ainda é considerado amador, em comparação a muitas cidades brasileiras. A Prefeitura Municipal de Cananéia, juntamente com o Secretaria Municipal de Esporte, Educação e Cultura, realiza anualmente o Campeonato de Municipal de Futebol de Campo, dando oportunidade aos times e jogadores do município de mostrarem seu trabalho e suas técnicas. Este é um dos principais eventos desportivos do município, um dos mais populares e que atrai público razoável.

### Feriados
Em Cananéia há três feriados municipais e oito feriados nacionais, além dos pontos facultativos. Os feriados municipais são: o dia de São João Batista, em 24 de junho; o dia do aniversário de fundação, em 12 de agosto; e o dia de Nossa Senhora dos Navegantes, em 15 de agosto. De acordo com a lei federal n.º 9.093, aprovada em 12 de setembro de 1995, os municípios podem ter no máximo quatro feriados municipais, já incluída a Sexta-Feira Santa.